# Martin Erlandsson
Martin Erlandsson (Malmö, 12 februari 1974) is een voormalig professioneel golfer uit Zweden.

## Amateur
Erlandsson zat in 1995 en 1996 in het Zweedse team en vertegenwoordigde Zweden bij verschillende toernooien. In 1996 was hij de beste op de Uno X Skövde Open op de Zweedse Golf Tour.

### Overwinningen
- Uno X Skövde Open: 1996

### Teamdeelnames
- Eisenhower Trophy: 1996

## Professional
Erlandsson werd in 1997 professional en promoveerde in 2003 via de Challenge Tour naar de Europese PGA Tour. In 2003 was Erlandson de beste op de Izki Challenge de España op de Challenge Tour. Hij eindigde dat jaar net niet hoog genoeg om zijn tourkaart te behouden maar haalde op de Tourschool de 35ste kaart en speelde zo weer terug op de Europese PGA Tour in 2005. 
In 2009 behaalde hij bijna zijn eerste overwinning op de Europese PGA Tour, hij maakte een laatste ronde van 62 bij het Johnnie Walker Kampioenschap op Gleneagles, maar zijn landgenoot Peter Hedblom bleef hem net één slag voor.

### Overwinningen
| Jaar | Toernooi                 | Tour                            |
| ---- | ------------------------ | ------------------------------- |
| 2002 | St Arild Open            | Telia Tour (Nordic Golf League) |
| 2003 | Izki Challenge de España | Challenge Tour                  |

### Resultaten op deMajors
| Major                 | 1997 | 1998 | 1999 | 2000 | 2001 | 2002 | 2003 | 2004 | 2005 | 2006 | 2007 | 2008 | 2009 | 2010 | 2011 | 2012 | 2013 | 2014 | 2015 | 2016 | 2017 | 2018 | 2019 | 2020 |
| --------------------- | ---- | ---- | ---- | ---- | ---- | ---- | ---- | ---- | ---- | ---- | ---- | ---- | ---- | ---- | ---- | ---- | ---- | ---- | ---- | ---- | ---- | ---- | ---- | ---- |
| The Open Championship |      |      |      |      |      |      |      | T68  |      |      |      |      |      |      |      |      |      |      |      |      |      |      |      |      |

CUT = miste de cut halverwege